# Crónica de Monemvasía
La crónica de Monemvasía es un relato medieval sobre acontecimientos de los siglos VI al IX en el área de los Balcanes. En particular, se centra en las invasiones de ávaros en áreas occidentales del Imperio bizantino, que desembocaron en la ocupación del Peloponeso por los eslavos. Tras la posterior recuperación de la zona por parte de los bizantinos, la crónica termina con la mención de la constitución de la metrópolis de Patras.   
Es una obra anónima de un autor que de algún modo habría estado relacionado con la iglesia, quizá con la diócesis de Patras. La fecha en la que fue creada ha sido objeto de debate, pero puede estimarse que pertenece a los siglos IX o X. El relato se conoce a través de varios manuscritos que fueron hallados entre los siglos XVIII y XIX. 

## Manuscritos

### Descubrimiento
Un primer manuscrito de la crónica fue descubierto en la Biblioteca Real de Turín en 1749 por Giuseppe Luca Pasini y sus compañeros Rivautella y Berta, quien editó el texto griego y lo tradujo al latín. Este manuscrito, además de la crónica, contenía otros textos. Posteriormente, en un incendio de 1904, se quemó el manuscrito.
En 1884 Spyridon Lambros encontró otras dos versiones de la crónica, una en el monasterio de Kutlumusion y otra en el monasterio de Iviron. El manuscrito del monasterio de Iviron, según la mayoría de los estudiosos, contiene la versión más temprana de la crónica.  En 1909 las tres versiones fueron reeditadas con correcciones menores por N. A. Bees.
En 1910 Spyridon Lambros encontró un cuarto manuscrito en el Collegio Greco de Roma que publicó en 1912.

### Comparación entre versiones
Estos manuscritos pueden datarse entre el siglo XV y el XVII. El manuscrito de Turín y el de Kutlumusion narran acontecimientos que abarcan desde el siglo VI al XIV, pero el del monasterio de Iviron solo abarca hasta principios del siglo IX y el de Roma solo los acontecimientos que van desde el siglo IX al XIV. Por ello tradicionalmente se estima que el de Iviron y el de Roma eran escritos independientes que fueron unidos más tarde para crear las otras dos versiones.
Pese a ello, no hay consenso entre los estudiosos sobre el orden cronológico. Lambros cree que el de Iviron es la versión más temprana. N. A. Bees, sin embargo, cree que el manuscrito de Iviron  es una variante posterior de los de Turín y Kutlumusion. Pese a la falta de acuerdo, hay estudios recientes que apoyan que el de Iviron sea una versión posterior de la crónica dado su uso del calendario bizantino mientras que los de Kutlumusion y Turín usan el calendario alejandrino. Marín Riveros indica que el argumento es poderoso, pero no totalmente concluyente porque es posible encontrar el uso de la era alejandrina hasta el siglo XI y el uso de la era bizantina desde el siglo VIII. Por otra parte, aunque el manuscrito de Iviron pueda ser posterior, es posible que su prototipo no lo sea.

## Contenido

### Primera parte
La crónica relata como, «el año 6064 de la Creación del Mundo que era el trigésimo segundo del reinado de Justiniano el Grande» llegaron embajadores del pueblo de los ávaros a Constantinopla porque, huyendo de los turcos, deseaban pedir la acogida al emperador Justiniano. Este les permitió habitar en la ciudad de Dorostolon. Los ávaros prosperaron, se enriquecieron y expandieron su territorio. Devastaron las regiones de Macedonia y Tracia, esclavizando a sus habitantes. Ocuparon también la ciudad de Sirmium, y obligaron a los romanos mediante tratados a rendirles un tributo anual. 
En el año 582 el emperador Mauricio recibió otros embajadores de los ávaros, que pedían un aumento del tributo anual. Este aceptó, pero dos años después se rompieron los tratados y se dio inicio a una ola de invasiones de los ávaros, en regiones como Tracia y Escitia, pese a una breve tregua en el que el emperador había aceptado nuevamente pagarles un tributo mayor. 

### Segunda parte
Posteriormente, en otra invasión, los ávaros ocuparon Tesalia, toda la Hélade, Epiro, el Ática, Eubea, y el Peloponeso. Mataron a muchos y los que lograron huir se dispersaron. Los habitantes de Patras se trasladaron a Regio, en Italia; los de Corinto, a la isla de Egina; los de Argos a la isla de Orobi; los lacedemonios a Sicilia; otros se refugiaron en una zona de difícil acceso y allí fundaron Monemvasía, a la que fortificaron, y los pastores y agricultores se asentaron en lugares escarpados, en un lugar llamado Tzakonia. Los ávaros permanecieron durante 218 años en el Peloponeso (desde el 587-88 hasta el 805-06)

### Tercera parte
La parte oriental del Peloponeso era la única libre de eslavos. Desde esa parte, uno de los estrategas enviado por los romanos consiguió aniquilar a los eslavos. Así se produjo la recuperación del dominio de la zona por el Imperio bizantino en tiempos de Nicéforo I, quien ordenó la reconstrucción de las ciudades y la cristianización de los eslavos. Asimismo, restableció en Patras a los que se habían exiliado.

## Autoría y fuentes
El autor o autores de la Crónica es desconocido. J. Koder atribuye a Aretas de Cesarea la compilación del texto. Sin embargo la hipótesis ha sido rechazada por I. Dujčev dadas las alusiones a Nicéforo II (r. 963–969), que vivió en una época posterior. Lo poco que se puede confirmar del autor es su ignorancia de la geografía de los Balcanes más allá del Peloponeso, pese a basar su descripción de los ataques ávaros en las descripciones de los hunos de Procopio.
Entre las fuentes que habrían sido usadas en la primera parte de la crónica de Monemvasía se encuentran la Chronographia de Juan Malalas y la Historia eclesiástica de Evagrio Escolástico (este último es el único citado expresamente en la obra de Monemvasía). Es posible que también haya empleado la obra de Menandro el Protector así como la de Teofilacto Simocatta y la de Teófanes el Confesor, pues tienen contenidos coincidentes.
Además, una breve crónica de Juan de Biclara relata acontecimientos relativos a incursiones de ávaros en los Balcanes entre los años 569 y 580, confirmando lo narrado en esa primera parte de la crónica. No obstante, esta crónica latina no debió haber sido empleada como fuente por el autor de la crónica de Monemvasía.
Sin embargo, la parte que empieza a relatar la invasión en casi todo el territorio griego incluido el Peloponeso no cuenta con paralelos que permitan identificar fuentes usadas para esta parte.
Un escolio atribuido a Aretas, que probablemente fue escrito en el año 932, contiene datos similares a esta parte de la crónica, como el retorno de los exiliados de Patras desde Regio a su ciudad de origen y que ese exilio había sido provocado por la ocupación eslava del Peloponeso. Se ha sugerido que tanto la crónica como este escolio proceden de alguna fuente común.

## Aspectos controvertidos
La fiabilidad histórica de la crónica es motivo de debate entre los académicos. La crónica ha sido estudiada por autores como Jakob Philipp Fallmerayer, Peter Charanis, Kenneth Setton, Stilpon Kyriakidis, Ivan Dujcev, Stanislaw Turlej y Paul Lemerle, con diferentes visiones sobre el tema. Así por ejemplo mientras que Charanis, la define como "absolutamente de fiar", Setton la tilda de "mezcla de algunos hechos y algunas ficciones". Stilpon Kyriakidis considera que la crónica tiene un sesgo eclesiástico y que uno de sus puntos centrales, la conquista de Grecia por ávaros y eslavos, es un mito.
La crónica contiene diversas afirmaciones consideradas actualmente erróneas. Por ejemplo, aunque se afirma que Monemvasía fue construida tras la invasión, la ciudad precede en cuatro o cinco años dicho evento (c. 582–583). Igualmente la afirmación de que los corintios se trasladaron a Egina es contradicha por la correspondencia de febrero de 591 entre el papa Gregorio Magno y el arzobispo Anastasio de Corinto.
Los aspectos más controvertidos son la eslavización de toda la Hélade, el dato de 218 años de dominio de los ávaros o eslavos en el Peloponeso y la migración de los helenos. Especialmente, es dudosa la extensión del territorio a la que se refiere la expresión «toda la Hélade» y, en todo caso, se discute hasta que punto se habría producido la eslavización de la misma. Así algunos de estos autores —principalmente griegos— han cuestionado su validez como fuente histórica mientras que otros —principalmente eslavistas— le otorgan un gran valor histórico. 
Otras fuentes primarias de la época como los cánones del Sexto Concilio Ecuménico (691–692) que tuvo lugar en el Gran Palacio de Constantinopla o los Taktika del emperador León III el Isaurio (r. 717–741) entre 733–746 indican la continuidad de población griega y de sus instituciones en el territorio continental, sin mostrar presencia permanente eslava o dominio político duradero de estos.
Desde un punto de vista arqueológico la Crónica sobredimensiona el impacto de las invasiones avaro-eslavas en Grecia. En Metana no hay evidencia de afecciones a los patrones de asentamientos, como es el caso del resto del Peloponeso. La isla de Citera, en cambio, fue abandonada junto a otros sitios costeros por ataques de una o varias flotas eslavas. Similarmente, aunque se mencione la reconstrucción de iglesias en el Peloponeso, los restos arquitectónicos conservados en el periodo no muestran signos de los eventos mencionados.